# Turska vaterpolska reprezentacija
Turska vaterpolska reprezentacija predstavlja državu Tursku u športu vaterpolu.
Krovna ustanova:

## Povijest
Turska je cijelo stoljeće vaterpolski nepoznata, odnosno nije predstavljala ništa u europskom ni svjetskom vaterpolu.

## Nastupi na velikim natjecanjima

### Europska prvenstva
- 1966.: 16. mjesto
- 1991.: 15. mjesto
- 2010.: 10. mjesto
- 2012.: 12. mjesto
- 2016.: 16. mjesto
- 2018.: 15. mjesto
- 2020.: 12. mjesto

### Europske igre
- 2015.: 13. mjesto

## Poznati igrači
- Josip Šutalo, naturalizirani Hrvat iz Cavtata (ponikao u Jugu)

## Sastav
Sastav na EP 2010. u Zagrebu.
| Ime i prezime   | Klub |
| --------------- | ---- |
| Tarkan Guveli   | ASSK |
| Can Guven       | HSSK |
| Serdar Hakyemez | ASSK |
| Yigithan Hantal | IYIK |
| Oytun Okman     | GS   |
| Atila Sezzer    | IYIK |
| Anil Sonmez     | HSSK |
| Sinan Turunc    |      |